# Cedric Dumont
Cedric Dumont (Brussel) is een Belgische pionier in wingsuit en basejump. Hij wordt in de media "de man die kan vliegen" genoemd.
Hij begon achtereenvolgens met skydiving in 1993, basejumpen in 1995 en met de wingsuit in 1999, waarvan hij er respectievelijk meer dan 10 000, 2000 en 50 deed. Sinds 2000 maakt Cedric deel uit van het RedBull team.
Daarnaast studeerde hij ook sportpsychologie in New York,, schreef een boek over presteren onder druk en geeft lezingen wereldwijd.

## Carrière
Bron:
- Jin Mao Tower in Shanghai (431 m)
- 2012: Basesprong van de Goctawatervallen in Chachapoyas
- 2013: Sprong met wingsuit over de nazcalijnen in de Nazcawoestijn[4]

Van zijn sprong van de Goctawatervallen in Chachapoyas werd een documentaire gemaakt.